# Philipp Steinke
Pour les articles homonymes, voir Steinke.
Philipp Steinke est un auteur-compositeur allemand, à la fois compositeur de bandes originales de films, producteur et musicien. Philipp Steinke est actuellement membre du groupe Asher Lane. Philipp Steinke est né et réside à Berlin en Allemagne.

## Carrière de compositeur et de compositeur de bandes originales de films
Philipp Steinke a réalisé les bandes sonores pour les films de TV Im Schatten des Pfermondes and Fur immer Venedig. Philipp Steinke a aussi réalisé les bandes sonores de trois épisodes de la série télé Heimatgeschichten et un épisode de Stubbe - « Von Fall zu Fall ».
En mars 2009, Steinke est resté à Los Angeles où il a rencontré Roxanne Seeman. Ils ont alors commencé une collaboration sous le signe de l'écriture.  Philipp Steinke et Roxanne Seeman ont écrit Amor En Suspenso (des Larmes de Crocodile) qui a été enregistré par Alejandra Guzman, Queen Of Rock au Mexique pour son album "Unico", produit par EMI (Amérique Latine). Guzman a écrit les paroles en espagnol avec Fernando Osorio. En 2010, l'album Unico de Guzman a été disque d'or au Mexique.
En 2009, Jacky Cheung, l'icône Pop numéro 1 en Chine, a demandé à Roxanne Seeman et Philipp Steinke d'écrire une chanson pour son album de jazz cantonais. En travaillant en collaboration avec le producteur de Cheung, Andrew Tuason, Philipp Steinke et Roxanne Seeman ont écrit Everyday Is Christmas. Après Everyday Is Christmas, Cheung a demandé à Roxanne Seeman et Philipp Steinke d'écrire une autre chanson. Ils ont alors écrit Which Way, Robert Frost. Selon Cheung, qui avait fait adapter à deux reprises la chanson en chinois, aucune des deux versions ne collaient au sens exact c'est pourquoi il a enregistré Everyday Is Christmas en anglais. Private Corner est le premier album de jazz de Jacky Cheung. Il est devenu disque de platine en moins d'une semaine.